# Cristian Martín
Cristian Martín Villero (Montevideo, Uruguay, 21 de enero de 1998) es un futbolista uruguayo. Juega de delantero y actualmente juega en River Plate de la Primera División de Uruguay. 

## Clubes
| Club        | País    | Año           |
| ----------- | ------- | ------------- |
| Selección   | Uruguay | 2013          |
| River Plate | Uruguay | 2017-presente |